# Kesavinamane, Chikmagalur
Kesavinamane là một làng thuộc tehsil Chikmagalur, huyện Chikmagalur, bang Karnataka, Ấn Độ.